# Красный Лог (Каширский район)
Красный Лог — село в Каширском районе Воронежской области. Административный центр Краснологского сельского поселения.

## География

### Улицы
| - ул. Гагарина, - ул. Мира, - ул. Молодёжная, - ул. Первомайская, - ул. Садовая, - ул. Северная, | - ул. Сидорина, - ул. Советская, - ул. Степная, - ул. Школьная, - ул. Юбилейная. |

## История
О селе Красный Лог, расположенном в верховьях речки Красной (Левой Россоши), В. П. Загоровский пишет:

Названо село по урочищу. В документах XVII в. в пределах Форосанского ухожья упоминается лог (боярак), называвшийся Красным. В Красном Логу никогда не было красной земли — там всегда был чернозём эталон которого находится в Англии (взятый в Панинском р-не граничащем с Красным Логом). В дальнейшем название лога перешло на речку, вытекающую из него (современная речка Красная).

## Известные люди
- Алтаев, Серафим Петрович (1931—2015) — советский и российский художник.
- Галкин, Александр Михайлович (1932—2015) — Герой Социалистического Труда.
- Кондусова, Татьяна Уваровна (1937—2018) — полный кавалер ордена Трудовой Славы.
- Щёлоков, Иван Александрович (1956) — советский, российский поэт и публицист. Член Союза писателей России.
- Яньшин, Дмитрий Васильевич (1930—2010) — Герой Социалистического Труда.